# 노자와 겐이치
노자와 겐이치(일본어: 野澤 健一, 1984년 1월 27일 ~ )는 일본의 전 축구 선수이다.

## 구단 경력
과거 AC 나가노 파르세이루에서 활동하였다.